# Dives (Oise)
Dives é uma comuna francesa na região administrativa de Altos da França, no departamento de Oise. Estende-se por uma área de 8,29 km². Em 2010 a comuna tinha 406 habitantes (densidade: 49 hab./km²).